# Frederic Leighton
Sir Frederick Leighton (født 3. december 1830 i Scarborough, Yorkshire, død 25. januar 1896 i London) var en engelsk maler og billedhugger. 
Leightons uddannelse var meget alsidig. Allerede som elleveårig var han elev som kunstner i Rom under Meli. Senere studerede han i Firenze under Giuseppe Bezzuoli, men derudover blev han uddannet i Berlin, Bruxelles, Paris og
Frankfurt a.M.. Han var stærkt påvirket af Steinle, men under et fire års studieophold i Paris ændrede han stil i retning af Ary Scheffer og Robert Fleury. 

## Arbejder
Det første betydelige arbejde af Frederick Leighton var "Cimabue træffer den unge Giotto" (1847). Med det store "Cimabues
Madonna føres i Procession" (1852—55), der blev købt af den engelske dronning og nu findes på Buckingham Palace, grundlagdes hans ry som maler, der fulgte hans senere arbejder. Arbejder, hvis emner især er hentet fra mytologien og Biblen, men også fra orientalsk eller sydlandsk folkeliv, inspireret af hans rejser til Orienten.
Til hans kendteste malerier hører "Romeo og Julie" (1858), "Odalisk" (1862), "Orfeus og Eurydike", "Pastorale", "Dante i Landflygtighed", "Gyldne Timer" (1864), "Venus afklæder sig" (1867), "Den forladte Ariadne" (1868), "Dafneforia", "Nausikaa", "Fryne i Eleusis" (1882) og "Andromeda".
Herudover udførte han fresker for South-Kensington-Museet samt adskillige skulpturer, heriblandt den dygtigt gennemførte statue, "Atlet, der kæmper med en Slange" (findes i Glyptoteket i København), forarbejder til et monument i Firenze foruden en del statuetter i gips, som han anvendte som studier af fx draperier i forbindelse med malerierne. Det vidner om den omhu, hvormed han gik til arbejdet med sin kunst.

## Anseelse
Leighton er velanskrevet i sit hjemland, England. Han blev i 1866 optaget som medlem af akademiet og i 1879 blev han dets præsident. I 1885 blev han udnævnt til Baronet og i 1896 til Pair, en titel, som ikke før var blevet tildelt en engelsk kunstmaler.
Leightons bolig er nu museum med over 1.100 malerier, tegninger og studier af ham.

## Galleri
- A Roman Lady (portræt af Anna Risi) (1859)
- Helen On The Walls Of Troy (1865)
- May Sartoris, Mrs Henry Evans Gordon (tidlige 1870'ere)
- Light of the Harem (ca. 1880)
- Flaming June (1895)
- The Sluggard (Victoria and Albert Museum)

## Eksterne links
- Wikimedia Commons har flere filer relateret til Frederic Leighton

1. ↑  Navnet er anført på engelsk og stammer fra Wikidata hvor navnet endnu ikke findes på dansk.